# Lenka Đo
Lenka Đo je česká manažerka, působící v oblasti lidských práv, mezinárodních vztahů a veřejné diplomacie.

## Život a kariéra
Absolvovala Gymnázium Dr. Karla Polesného ve Znojmě a potom na Fakultě sociálních věd Univerzity Karlovy vystudovala obor Mezinárodní teritoriální studia. Věnovala se novinařině, nejprve rok jako externí redaktorka v Hospodářských novinách, poté čtyři roky v České televizi jako redaktorka na zpravodajském kanálu ČT24.
Po návratu ze studia v zahraničí pracovala na britském velvyslanectví v Praze, v roce 2022 se stala tiskovou mluvčí ministerstva zahraničních věcí. Od září 2023 působí jako vedoucí týmu public affairs v komunikační agentuře FleishmanHillard.